# Defense Meteorological Satellite Program
Defense Meteorological Satellite Program ou DMSP est une famille de satellites météorologiques à défilement du département de la Défense des États-Unis développée pour répondre aux besoins militaires. 46 satellites météorologiques ont été placés sur une orbite polaire entre 1962 et 2014, tous conçus et fabriqués par la division Astro-Electronics de RCA (rachetée en 1986 par General Electric avant d'être absorbée en 1995 par Lockheed Martin). Au fil des progrès techniques le programme donne naissance à onze séries distinctes de satellites d'une sophistication et d'un cout croissant. Ainsi la masse de ces satellites passe de 45 à plus 1000 kilogrammes et, alors que les premières versions n'emporte qu'une caméra, les dernières séries sont équipées d'une dizaine de capteurs.   

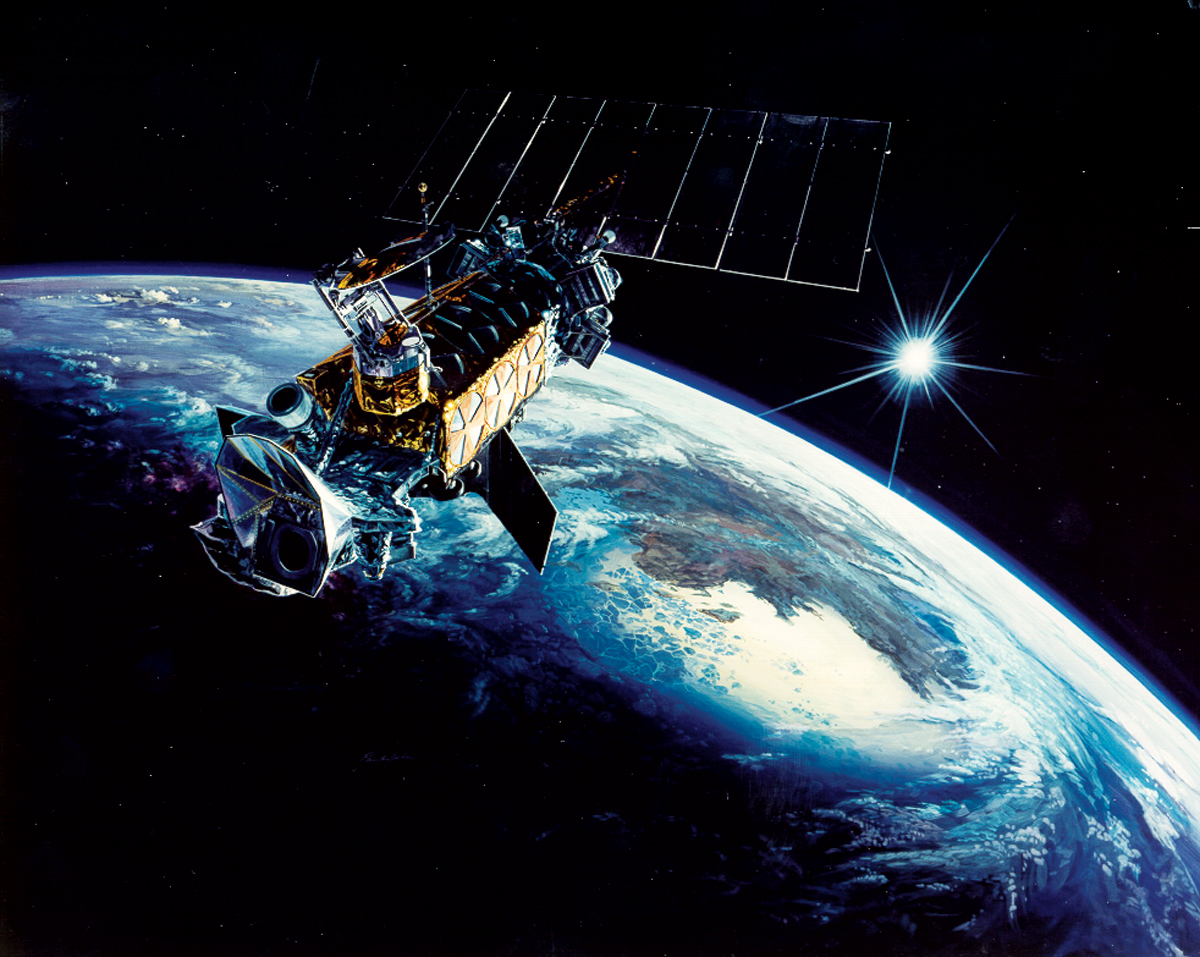
Satellite DMSP de la série 5D2 (vue d'artiste).

Le programme DMSP est créé au début de l'ère spatiale par l'Armée de l'Air américaine pour le compte de l'agence de renseignement NRO : les satellites de reconnaissance optiques Corona de cette dernière ont en effet besoin d'images de la couverture nuageuse au-dessus des territoires de l'Union soviétique. Or le projet de satellite météorologique de l'agence spatiale civile américaine, la NASA, n'est encore que dans une phase de conception. DMSP est initialement un programme provisoire géré par la NRO et qui a recours pour son segment sol et le lancement aux services de l'Armée de l'Air. La mise en orbite des satellites est effectuée jusqu'au début des années 1980 par le lanceur militaire Thor-Burner développé spécifiquement pour ce besoin. Au prix d'un investissement modeste, les données produites par les satellites DMSP répondent parfaitement aux attentes stratégiques comme tactiques des militaires  ce qui permet à ceux-ci d'obtenir en 1965 l'autorisation d'en faire un programme permanent indépendant de celui de la NASA. L'ensemble du programme est alors transféré à l'Armée de l'Air. Son existence restera secrète jusqu'en 1972.
A plusieurs reprises le Congrès et la Cour des comptes tentent d'obtenir la fusion de ce programme militaire avec les satellites développés pour des besoins civils par la NASA et la NOAA. Ces tentatives finissent par aboutir en 1994 avec la mise sur pied du programme commun NPOESS. Mais celui-ci, victime de surcouts, est arrêté en 2010. Les militaires américains reprennent leur autonomie et décident de remplacer les DMSP, dont le dernier exemplaire a été lancé en 2014, par deux familles de satellites répondant à leurs seuls besoins : les WSF-M qui emportent un scanner micro-ondes et les EWS chargés de fournir les images en lumière visible et infrarouge.

## Historique

### Les besoins du programme de satellites de reconnaissance Corona
À la fin des années 1950, au tout début de l'ère spatiale, les États-Unis développent dans l'urgence le  programme de satellites de reconnaissance Corona pour faire face à la menace soviétique. Mais la qualité des prises de vue de ces satellites dépend de la couverture nuageuse des régions survolées. Les photos prises par les satellites Corona étaient prises sur un film argentique qui était éjecté dans une petite capsule pour être renvoyé au sol. Compte tenu de ce processus, le cout des photos inexploitables à cause de la couverture nuageuse, était énorme. Il était donc nécessaire de disposer d'un système de satellite météorologique capable de collecter les données sur la couverture nuageuse des régions à photographier (principalement le territoire de l'Union soviétique, de la Chine et de leurs alliés) si on voulait tirer le meilleur partie de ce nouveau système. 

### Naissance du programme spatial météorologique militaire

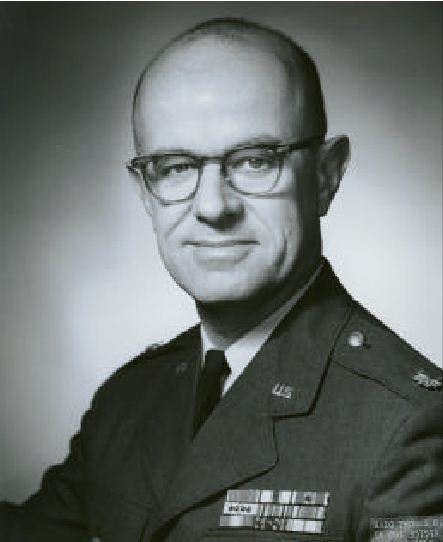
Le colonel Tom Haig, premier directeur du programme DMSP.

En 1961 l'agence spatiale civile américaine, la  NASA, développe un prototype de satellite météorologique pour couvrir à la fois les besoins civils et militaires dans le cadre d'un programme baptisé National Operational Meteorological Satellite System (NOMSS). Mais le sous-secrétaire d’État chargé de l'Armée de l'Air Joseph V. Charyk, qui a également la responsabilité de l'agence de renseignement NRO, n'est pas convaincu par le planning et le cahier des charges défini par la NASA. Le satellite météorologique expérimental de la NASA TIROS, lancé l'année précédente ne fournissait qu'une vue oblique de la Terre par orbite et le projet NOMSS mis sur pied par la NASA pour lui succéder ne pourrait pas aboutir avant deux ou trois ans. Pour pouvoir répondre aux besoins des Corona dont le premier lancement est attendu en 1962, il décide le développement rapide d'un programme de satellites météorologiques  qui ne doit toutefois constituer qu'une solution temporaire. Le programme est baptisé DSAP (Defense Systems Applications Program) et sera plus tard rebaptisé DMSP (Defense Meteorological Satellite Program). 

### Mise au point et lancement de la première version des DMSP

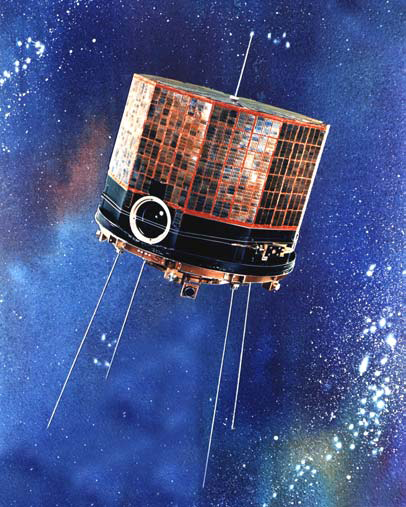
Le premier satellite DMSP (vue d'artiste).

Le développement par les militaires à cout serré de quatre satellites météorologiques stabilisés par rotation est mis sur pied en juin 1961. Il est prévu que le programme dure 22 mois et que le premier satellite soit lancé 9 mois après son démarrage. La direction du projet est confiée au lieutenant-colonel Thomas O. Haig, un météorologiste et ingénieur électricien de formation, qui pose comme condition d'avoir les mains entièrement libres pour passer commande auprès des fournisseurs et ne pas avoir à subir les lourdes procédures de l'armée. Le projet est rattaché à celui du satellite de reconnaissance Corona et est donc couvert par le secret entourant tous les projets de l'agence de renseignement NRO. La conception débute fin juillet 1961. Le satellite construit par Radio Corporation of America (RCA) est dérivé du satellite météorologique expérimental TIROS que RCA a mis au point pour la NASA.
Plus léger que le satellite TIROS-1, le premier satellite DMSP a la forme d'un polyèdre à 11 faces de 45 kilogrammes haut de 58,4 centimètres avec un diamètre de 53 centimètres. Il est stabilisé par rotation à une vitesse de 12 tours par minute qui est maintenue à l'aide de petits moteurs-fusées à propergol solide. Son axe de rotation est maintenu perpendiculaire au plan orbital dans lequel il circule grâce à un dispositif très simple utilisant le champ magnétique terrestre (un courant électrique circule à la demande dans une boucle faisant le tour du cylindre et génère ainsi un couple de forces). L'énergie est fournie par des cellules solaires réparties à la surface du satellite. Une caméra à tube vidicon placée sur la face verticale du cylindre prend une photo de la Terre à chaque rotation. La prise d'image est déclenchée par un capteur d'horizon de Terre infrarouge qui permet de déterminer à quel moment l'objectif de la caméra fait face à la surface. Le satellite circule sur une orbite héliosynchrone à une altitude de 833 kilomètres en passant au-dessus des régions aux alentours de midi (heure solaire). Chaque image couvre 2,2 millions km². Les photos prises chaque jour assurent une couverture de l'ensemble du territoire aux latitudes supérieures à 60°. Cette couverture décroit aux latitudes plus basses et n'atteint plus que 55% au niveau de l'équateur. Les images sont enregistrées sur un magnétophone à bande et transmises par radio aux stations terriennes lors de leur survol par le satellite. La durée de vie des satellites est de quelques mois (ce qui était la norme à cette époque).

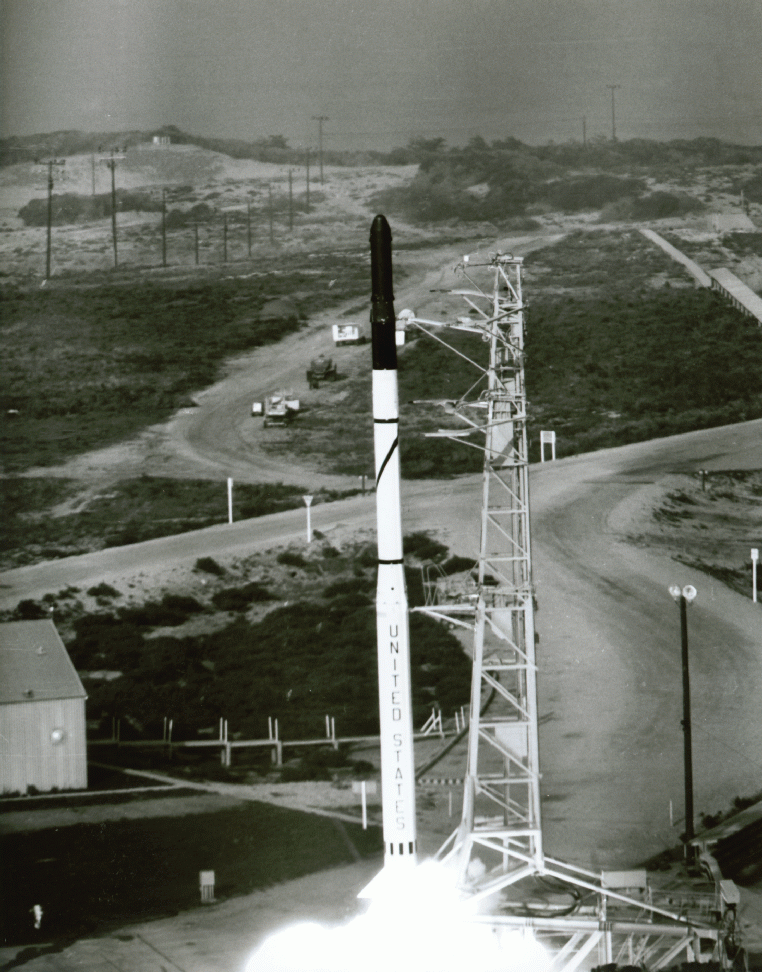
Lancement du premier satellite DMSP-1 en mai 1962 par une fusée Scout (échec).

Le premier exemplaire est lancé le 25 mai 1962 depuis la base de Vandenberg (Californie) par la fusée de la NASA Scout mais le quatrième étage est victime d'une défaillance. Le deuxième tir, qui a lieu le 23 aout, est un succès. Les données recueillies par ce satellite joueront un rôle notable durant la crise des missiles de Cuba qui se produit 2 mois plus tard en fournissant des informations précieuses pour l'organisation des vols de reconnaissance au-dessus de Cuba. Le satellite cesse de fonctionner le 23 mars 1965.

### Thor-Burner: un lanceur conçu pour les DMSP
La fusée Scout manquant de fiabilité (3 échecs totaux et un échec partiel sur les 5 premiers lancements), les responsables du programme décident d'utiliser pour les lancements suivants un nouveau lanceur, baptisé Thor-Burner, obtenu à partir de composants préexistants. La fusée développée sous l'égide de l'Armée de l'Air combine un missile balistique Thor  (1er étage) désaffecté et un étage à propergol solide Star 20 développé par United Technology Corporation. La centrale à inertie du missile est remplacée par une équipement de guidage développé par Bell Telephone Laboratory et une section contenant des propulseurs à gaz froid pour le contrôle d'attitude est ajoutée au sommet du premier étage pour maintenir l'axe de l'étage Star 20 aligné lors de sa mise à feu. Cette première version, baptisée Burner I, effectue son premier vol en 1965. Dès 1966 une version plus puissante  (Burner II) est utilisée pour les satellites DMSP. Elle est dotée d'un deuxième étage à propergol solide Star 37 développé par Boeing et d'un troisième étage également à propergol solide. Ces deux étages seront agrandis à deux reprises (version IIA et ISS) pour faire face à l'augmentation de la masse des satellites DMSP,.
En attendant la mise au point de la Thor Burner, un lanceur Thor-Agena, plus puissant (mais plus cher) et permettant d'emporter deux satellites, est utilisé pour placer en orbite quatre satellites DMSP respectivement les 19 janvier et 17 juin 1964. La Thor Burner est finalement prête et lance son premier satellite DMSP le 19 janvier 1965 mais le satellite ne parvient pas à se séparer du lanceur. Le vol suivant, qui a lieu le 18 février, est par contre un succès.

### Prolongement du programme provisoire

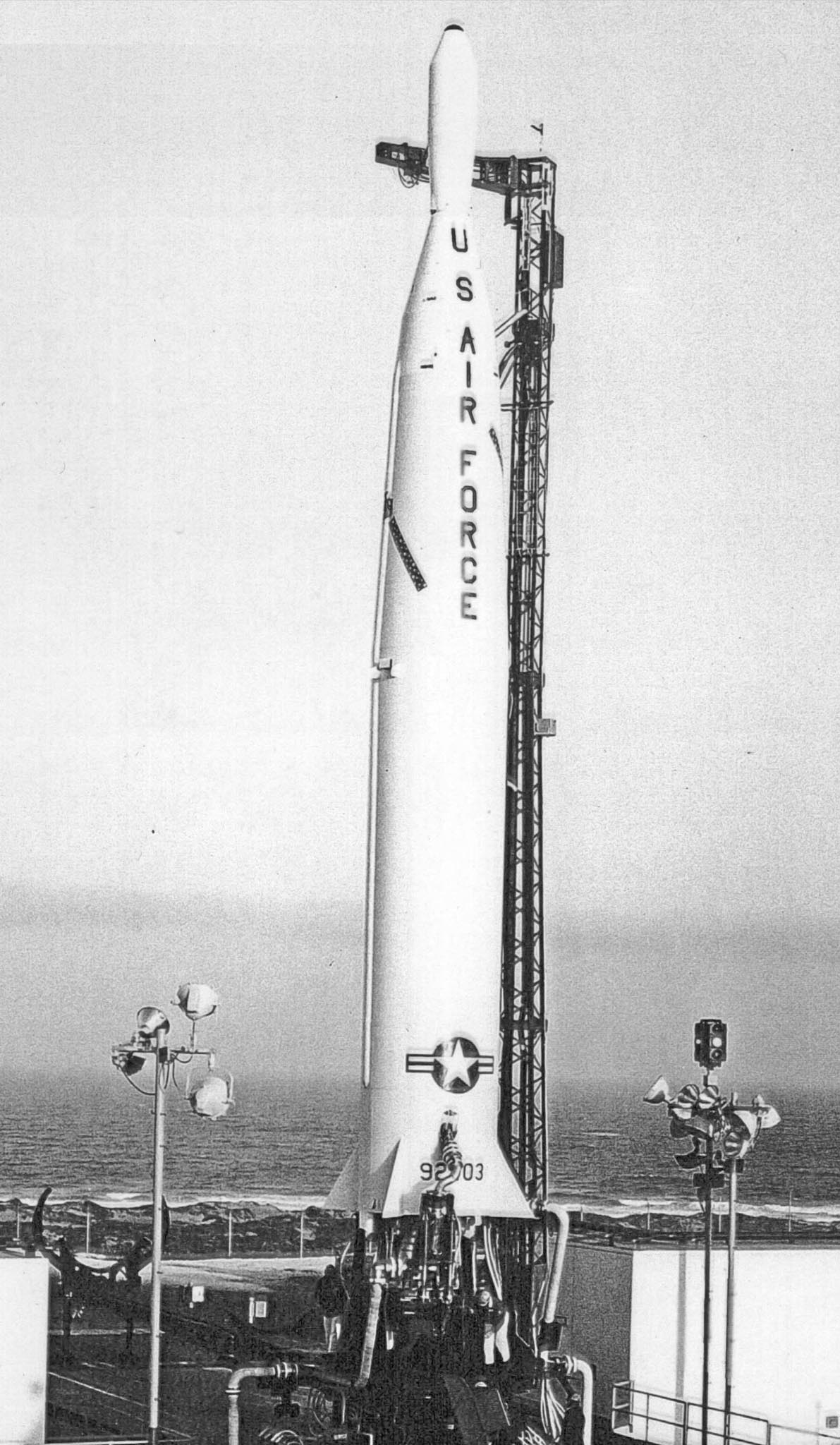
Un lanceur Thor Burner I emportant un satellite DMSP de deuxième génération peu avant son lancement (mai 1965).

#### Mise sur pied du segment terrestre
Dès septembre 1962 Charyk annonce à Haig que le programme de satellite météorologique de la NASA (Nimbus ex NOMSS) prend du retard et que les satellites DMSP vont devoir répondre aux besoins des militaires un an de plus. Mais la société RCA exige pour gérer le segment terrestre du programme un montant qui absorbe pratiquement entièrement le budget accordé pour cette année supplémentaire. Haig négocie avec ses supérieurs la prise en charge par le personnel de l'Armée de l'Air du segment terrestre qu'il pense pouvoir assurer pour un huitième du cout avancé par RCA. Il sélectionne deux anciens sites de la défense anti-aérienne Nike dans les états du Maine (près de la base aérienne de Loring) et de Washington (près de la  baseaérienne de Fairchild) pour y installer les stations terriennes assurant la liaison avec les satellites. Il récupère deux antennes abandonnées et fait l'acquisition de deux antennes radar de 12 mètres de diamètre. Il recrute deux équipes parmi le personnel du Strategic Air Command pour gérer les stations terriennes. Un centre de contrôle de mission des satellites est installé dans l'immeuble du service météorologique de l'Armée de l'Air sur la base aérienne d'Offutt dans l'état du Nebraska. Le premier satellite contrôlé par les équipes de Haig est le troisième DMSP lancé le 19 février 1963.

#### Une réponse aux besoins tactiques
Le programme "provisoire" DMSP est prolongé plusieurs années de suite, au fur et à mesure que le lancement du premier satellite météorologique opérationnel Nimbus est repoussé (il volera finalement mi-1965). Début 1965 le programme DMSP dispose de plusieurs satellites en orbite ce qui permet d'effectuer deux passes par jour au-dessus du territoire soviétique, l'une le matin vers 7 heures locales, l'autre vers 11 heures locales. Le programme est chargé désormais de couvrir à la fois les besoins stratégiques (satellites de reconnaissance) et tactiques (couverture météorologique locale au niveau du champ de bataille).

### Pérennisation du programme

#### Changement de statut
Les excellents résultats du programme obtenus pour un faible cout, permettent aux responsables militaires d'obtenir en 1965 un changement de statut du programme. En septembre 1965 il perd son caractère provisoire pour devenir un programme permanent officiel existant parallèlement au programme de satellite météorologique mené par la NASA. Son existence ne sera désormais plus remise en question qu'épisodiquement par la Cour des comptes (Bureau of the Budget devenu plus tard Office of Management and Budget). En conséquence les représentants militaires qui participaient au programme de la NASA se retirent de celui-ci et la gestion des DMSP est transférée entièrement à l'Armée de l'Air. À compter de décembre 1972 les données recueillies par les satellites militaires seront communiquées de manière régulière au service météorologique "civil" de la NOAA. L'existence du programme, resté secret depuis sa création, sera dévoilée durant une conférence de presse donnée en mars 1973 par le sous-secrétaire de l'Armée de l'Air et le directeur de la NRO.    

#### Transfert du programme à l'Armée de l'Air (juillet 1965)
Jusque là la gestion du programme DMSP était partagé entre la NRO chargée de concevoir et faire développer les satellites et l'Armée de l'Air qui effectuait les lancements, gérait la constellation en orbite et interprétait les photos pour en extraire les informations météorologiques. En juillet 1965 l'ensemble des tâches est transféré à l'Armée de l'Air. Dans les faits cette réorganisation se traduit par des changements très modestes. Le service chargé du programme doit simplement déménager tout en restant dans le même bâtiment. Par contre elle se traduit par une chaine de commandement plus complexe. Le programme est désormais supervisé par quatre directions différentes. Mais John E. Kulpa, qui en avril 1965 a succédé à Haig à la tête du programme, bénéficie en fait de cette imbroglio hiérarchique. Chacun des responsables dont il dépend, est persuadé que c'est un des autres responsables auquel le programme doit rendre des comptes ce qui lui laisse les coudées libres pour gérer le projet.  

### Les séries 5A/B/C: passage à une plateforme stabilisée 3 axes

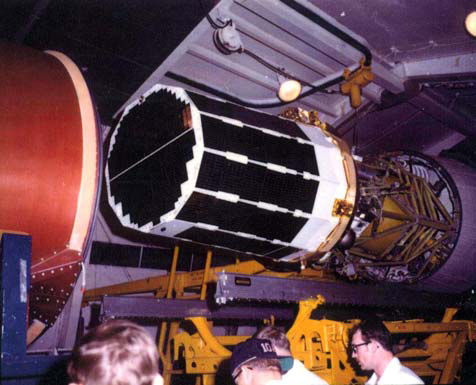
Un DMSP-5A est assemblé avec son lanceur Thor-Burner II en position horizontale.

La sixième version (DSAP-5A dont le premier exemplaire est lancé en 1970) introduit une refonte ne profondeur des instruments. Pour sa conception, les responsables du programme prennent en compte pour la première fois les attentes des opérateurs chargées d'exploiter les images fournies par le satellite. En conséquence l'albédo est désormais fourni avec les images.  Pour parvenir aux performances souhaitées le satellite n'est plus stabilisé par rotation mais stabilisé 3 axes. Le satellite plus haut a une masse qui atteint 104 kilogrammes. 

### Changement de plateforme: la série 5D1

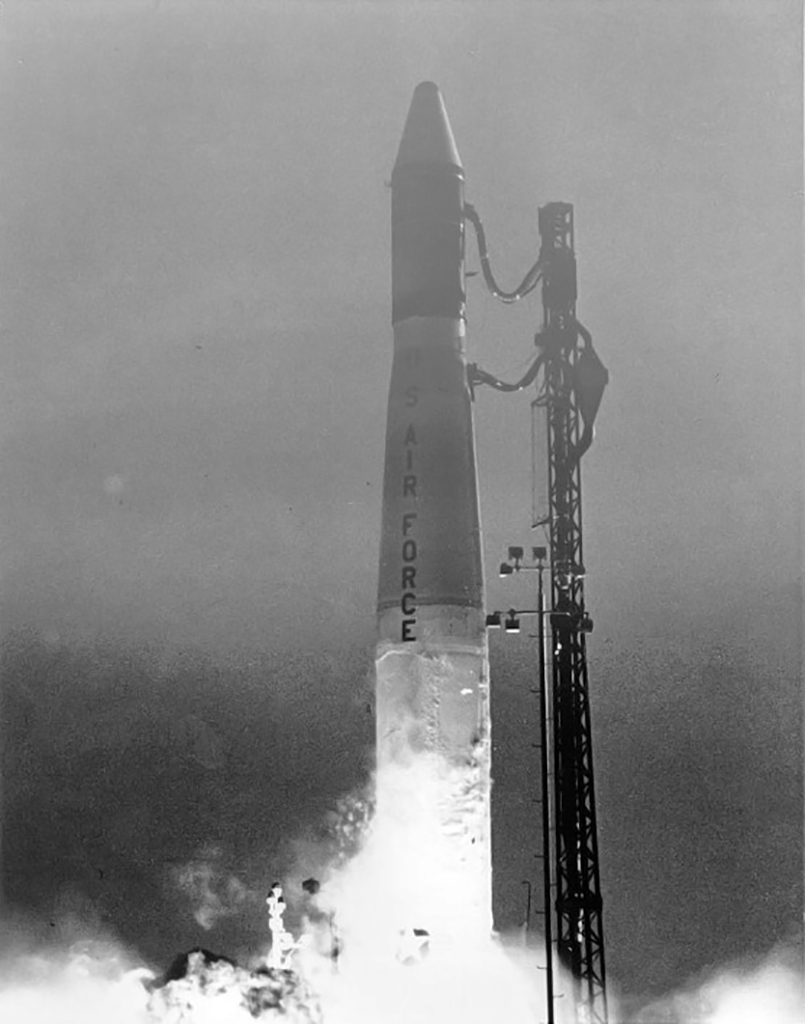
Lancement du premier satellite DMSP-5D par une fusée Thor (1980).

Au début des années 1970 l'architecture du satellite qui dérive toujours de celle de TIROS, ne permet plus de répondre aux nouveaux besoins. La durée de vie de chaque satellite est trop brève (en moyenne moins d'un an) car la taille est insuffisante pour introduire suffisamment de composants redondants. Une refonte complète de la plateforme est décidée sous l'appellation DSAP-5D1.  Pour répondre aux nouveaux besoins le satellite, dont la masse a doublé (500 kg)et est donc plus coûteux. Le bureau chargé du contrôle du budget fédéral, l'OMB, intervient en 1972 pour demander une nouvelle fois la fusion des projets de satellites météorologiques civils et militaires. Un compromis est trouvé autour d'une plateforme commune aux versions civile et militaire à partir de la version DSAP-5D2. Le développement de la version 5D1 beaucoup plus complexe prend un retard de deux ans. Les deux premiers satellites de la série ont un comportement erratique en orbite et pour la première fois depuis le début du programme seule une couverture météorologique partielle est assurée en 1977 et 1978. Mais le lancement réussi des deux derniers satellites de la série en 1978 et 1979 rétablit temporairement  la situation. Mais en 1979 les quatre satellites 5D1 en orbite tombent successivement définitivement en panne. Le cinquième et dernier satellite de la série est lancé en urgence en juillet 1980 mais les deux derniers étages du lanceur ne parviennent pas à se séparer et le satellite retombe dans l'Océan Pacifique. Pour la première fois depuis le milieu des années 1960, il n'existe plus aucun satellite militaire pour assurer la couverture météorologique et l'Armée doit se tourner vers les services  civils de la NOAA. Bien que les satellites de la NOAA n'aient pas été conçus pour répondre au cahier des charges des militaires en particulier au niveau de la résolution spatiale et des canaux infrarouges, les données d'origine "civile" parviennent à répondre aux besoins de la NRO jusqu'au lancement des premiers satellites 5D2 soit de la mi-1980 à 1983. C'est un démenti cinglant des arguments avancés par les militaires devant le Congrès américain pour justifier l'existence d'une famille de satellites météorologiques dédiés à leurs besoins. Une enquête menée en interne sur l'origine des échecs répétés de la série des 5D1 met en cause des restrictions budgétaires et une mauvaise gestion du projet fragilisé par la rotation rapide de ses responsables mais passe à côté di rôle joué par la complexité de la nouvelle série et les exigences particulièrement élevées concernant la précision du pointage.

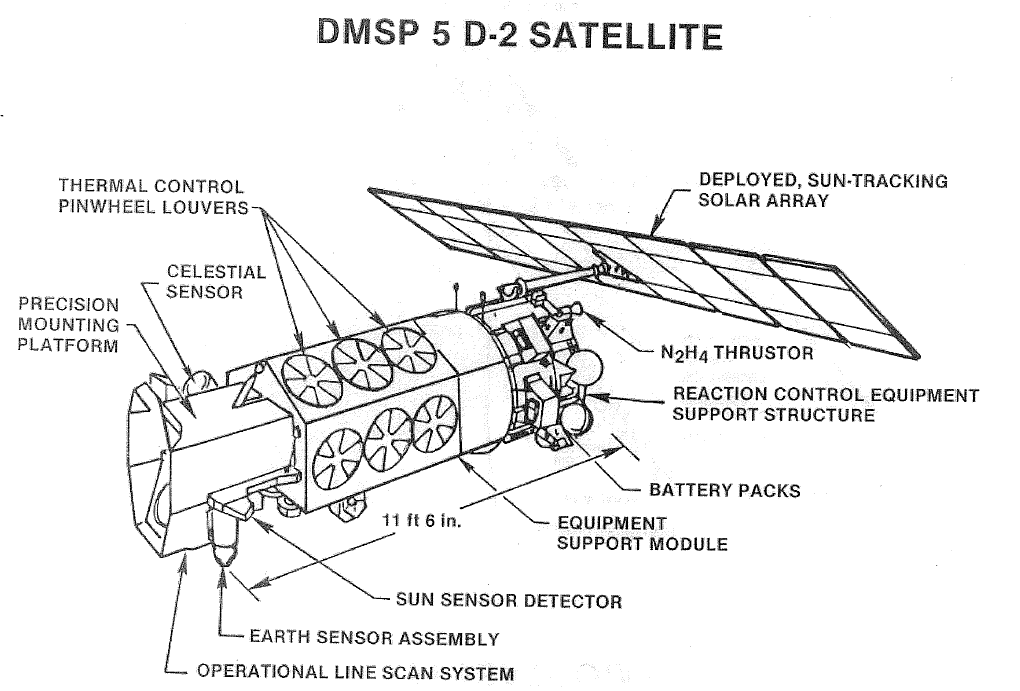
Schéma du DMSP 5D2.

### La série 5D2
Le développement de la version 5D2, qui doit reposer sur une plateforme commune aux satellites civils et militaires a été lancé dans les années 1970 mais le projet prend du retard. La succession rapide des responsables ne facilitent pas l'avancée du projet. La masse de la nouvelle version du satellite atteint plus de 800 kg et on doit abandonner le lanceur « militaire » Thor-Burner, après avoir repoussé cette décision durant 16 mois qui nécessite d'opter pour le lanceur "civil" Atlas-E « civils ».   

### La dernière génération: les satellites 5D3
Finalement en décembre 1982 le premier satellite de la série 5D2 est mis en orbite rapidement suivi par deux autres satellites. Une nouvelle version 5D-3 commence à être élaborée à la fin des années 1970, mais le projet ne dispose de suffisamment de fonds qu'au milieu des années 1980. Six exemplaires du nouveau satellite, qui dépasse 1 tonne, sont commandés et le premier est livré en 1990. Cette série est la dernière du programme DMSP. 
RCA qui avait construit tous les satellites DMSP, plombée par ses déboires dans le domaine de l'électronique grand public, est rachetée en 1986 par General Electric qui demantèle l'entreprise et revend en particulier la division Astro-Electronics chargée de la fabrication des satellites. Celle-ci finit par être absorbée en 1995 par Lockheed Martin.

## Développement du successeur des satellites DMSP
L'existence de deux programmes de satellites civils et militaires distincts se justifiant de moins en moins, plusieurs tentatives de fusion initiées par les gouvernements successifs avec le programme équivalent de la NASA puis de la NOAA ont été esquissées. La dernière tentative aboutit à la mise sur pied en 1994 d'un programme commun NPOESS (National Polar-orbiting Operational Environmental Satellite System) et à la fusion des structures chargées de contrôler les satellites civils et militaires quatre ans plus tard. Mais à la suite de surcoûts ce programme est arrêté en 2010 sans avoir abouti et les acteurs civils et militaires se tournent vers des solutions disjointes. Il est remplacé par le programme civil NASA/NOAA JPSS tandis que les militaires lancement le développement des remplaçants du DMSP dans le cadre du programme Defense Weather Satellite System (en) (DWSS). Mais ce dernier programme est à son tour annulé en 2012.
Face à ces aléas l'Armée de l'Air décide, pour maintenir ses capacités météorologiques, de réactiver les deux derniers satellites DMSP non lancés et placés en stockage à Sunnyvale (Californie). Le premier de ces satellites, DMSP 5D-3/F19, est remis en état par son constructeur Lockheed Martin et placé en orbite début 2014. Mais la réactivation du deuxième satellite, DMSP 5D-3/F20, est suspendue lorsque DMSP 5D-3 tombe en panne seulement 22 mois après avoir été lancé. Le Congrès américain refuse de dégager les 120 millions US$ demandés pour remettre en état le dernier satellite disponible ce qui met fin à ce programme. Le satellite resté sur Terre est désormais exposé dans le hall du bâtiment d'état-major du  Space and Missile Systems Center (en) (SMC aujourd'hui composant de l'United States Space Force) à Los Angeles.
Une autre source de conflit entre l'Armée de l'Air et le COngrès américain vient se greffer sur le programme à la même époque. l'Armée de l'Air a décidé de supprimer l'Operationally Responsive Space Office (ORS), un département créé pour développer des satellites militaires à faible cout. Le Congrès américain conteste cette décision et décide en 2013 d'accorder à ce département une ligne budgétaire pour la réalisation d'un petit satellite météorologique, baptisé ORS-8. Le satellite qui emporte un imageur visible et infrarouge et est consacré à la détermination des caractéristiques des nuages doit ainsi couvrir une partie des fonctionnalités des DMSP. Dans ce contexte et pour assurer une couverture de l'ensemble des fonctionnalités prises en charge par les DMSP, l'Armée de l'Air décide en 2017 de développer deux filières de satellite météorologique : les uns emporteront un  scanner micro-ondes passif et les autres un imageur fonctionnant en lumière visible et dans l'infrarouge. Le développement d'ORS-8 est confié en 2018 à la société Sierra Nevada mais le résultat de l'appel d'offres est contesté et peu après l'Armée de l'Air décide d'annuler ce projet. La situation devient critique car il ne reste plus à cette date que cinq satellites DMSP opérationnels (quatre à compter de 2020) qui ont largement dépassé la durée de vie pour lesquels ils ont été conçus (5 ans alors qu'ils ont été placés en orbite entre 1999 et 2009).
En 2015 une ligne budgétaire de 800 millions US$ est dégagée pour développer deux satellites du premier type, c'est-à-dire emportant uniquement un scanner micro-ondes passif auquel est ajouté un équipement d'observation de la météorologie spatiale que l'US Air Force a décidé désormais d'installer à bord de tous ses satellites. Le Space and Missile Systems Center  confie en 2017 à Ball Aerospace la réalisation du premier satellite, qui est baptisé Weather System Follow-on Microwave abrégé en WSF-M (en français système météorologique micro-ondes suivant), pour un montant de 349 millions de US $. Celui-ci doit être placé en orbite fin 2023 et être opérationnel mi-2024 (début 2023 la date de lancement a été repoussée à 2024). La commande du deuxième satellite est prévue en 2023/2024 pour un lancement vers 2028. Le scanner micro-ondes embarqué permet de mesurer les vents à la surface des océans et l'intensité des cyclones tropicaux qui constituent les données prioritaires pour le commanditaire mais n'inclut pas l'analyse des caractéristiques des nuages (fonction prise en charge par les DMSP) que l'Armée compte obtenir via d'autres satellites ou des instruments embarqués sur des engins spatiaux tiers. Par contre le scanner permettra d'obtenir outre la vitesse des vents de surface leur direction, une donnée non restituée par les DMSP. Le développement du WSF-FM passe en avril 2020 avec succès la revue critique de conception et le constructeur annonce à cette date que le satellite sera transféré sur le site de lancement en 2023.
Le développement du deuxième type de satellite météorologique, chargé de fournir des images des nuages et baptisé Electro-Optical Infrared Weather System (EWS), est beaucoup plus chaotique. À  la suite de l'annulation du prototype ORS-8 qui devait assumer cette fonction, l'Armée de l'Air confie le pilotage du projet au Space Enterprise Consortium (SpEC), un département créé pour faire travailler des start-up et des PME et permettre d'alléger les contraintes juridiques tout en partageant la charge d'investissement. En juin 2020 SpeC alloue un montant total de 309  millions US$ à trois sociétés - Raytheon Technologies, General Atomics Electromagnetic Systems et Atmospheric & Space Technology Research Associates - pour développer des prototypes de l'EWS. L'objectif est de sélectionner une des trois sociétés en 2023. Raytheon choisit de développer un satellite de taille réduite emportant une version miniaturisée de l'instrument VIIRS développé pour le projet NPOESS et qui est désormais opérationnel à bord des satellites Suomi NPP et JPSS-1. General Atomics propose une constellation de 15 satellites de 200 kilogrammes équipés d'un scanner développé par EOVista, un spécialiste des capteurs aéroportés. Enfin Atmospheric & Space Technology Research Associates propose une constellation de 50 CubeSats 12U. Le Congrès américain a approuvé la ligne budgétaire de 750 millions US$ demandé par l'Armée.

## Caractéristiques techniques
Les satellites DMSP sont des satellites placés sur une orbite polaire qui repassent donc toujours à la même heure au-dessus d'une région donnée. Avec les progrès techniques effectués dans le domaine des lanceurs et des satellites, les caractéristiques de ces satellites ont fortement évolué. On distingue plusieurs séries décrites ci-dessous.
| Désignation | Nombre / échecs | Date lancement | Lanceur                           | Masse    | Dimension                  | Stabilisation    | Énergie électrique                  | Instrumentation                                                                          | Performances                                                                              | Durée de vie | Autre                          |
| ----------- | --------------- | -------------- | --------------------------------- | -------- | -------------------------- | ---------------- | ----------------------------------- | ---------------------------------------------------------------------------------------- | ----------------------------------------------------------------------------------------- | ------------ | ------------------------------ |
| DMSP-1      | 11/4            | 1962-1965      | Scout,Thor-Agena-D, Thor-Burner   | 45-55 kg | diam; 58 cm x haut. 53 cm  | Spinné           |                                     | 1 caméra à tube vidicon                                                                  | résolution : ~5 km (nadir) ; fauchée 1 500 km ; couverture partielle                      | ~1 an        |                                |
| DMSP-2      | 3/1             | 1965-1966      | Thor-Burner,                      | 73       | diam; 58 cm x haut. 53 cm  | Spinné           |                                     | 1 caméra à tube vidicon                                                                  | résolution : ~5 km (nadir) ; fauchée 1 500 km ; couverture partielle                      | ~1 an        |                                |
| DMSP-3      | 1/1             | 1965           | Thor-Burner,                      | 73       | diam. 58 cm x haut. 53 cm  | Spinné           |                                     | 1 caméra à tube vidicon                                                                  | résolution : ~5 km (nadir) ; fauchée 1 500 km ; couverture partielle                      | ~1 an        | Utilisation tactique (Vietnam) |
| DMSP-4A     | 4/0             | 1965-1967      | Thor-Burner-2                     | 79 kg    | diam. 76 cm x haut. 74 cm  | Spinné           |                                     | 2 caméras à tube vidicon visible + infrarouge radiomètre haute résolution                | résolution : ~1,5 km (nadir) ; fauchée 2 800 km ; couverture complète                     |              |                                |
| DMSP-4B     | 3/0             | 1968-1969      | Thor-Burner-2                     | 79 kg    | diam. 76 cm x haut. 74 cm  | Spinné           |                                     | 2 caméras à tube vidicon visible + infrarouge radiomètre haute résolution                | résolution : ~1,5 km (nadir) ; fauchée 2 800 km ; couverture complète                     |              |                                |
| DMSP-5A     | 3/0             | 1970-1971      | Thor-Burner-2                     | 104 kg   | diam. 76 cm x haut. 1,22 m | Stabilisé 3 axes |                                     | scanner lumière visible et infrarouge                                                    | résolution : ~250 m (nadir/jour) 3,5 km (infrarouge) ; fauchée x km ; couverture complète |              |                                |
| DMSP-5B     | 5/0             | 1971-1974      | Thor-Burner-2A                    |          |                            | Stabilisé 3 axes |                                     | 5A + TOP plus puissant, deuxième enregistreur, détecteur rayonnement gamma               |                                                                                           |              | Paresoleil                     |
| DMSP-5C     | 3/1             | 1974-1976      | Thor-Burner-2A                    |          |                            | Stabilisé 3 axes |                                     | 5A + détecteur infrarouge plus sensible et capteur profil humidité/température           |                                                                                           |              |                                |
| DMSP-5D-1   | 5/1             | 1976-1980      | Thor-LV2F                         | 520 kg   | diam. 1,52 m x long. 6,1 m | Stabilisé 3 axes | Panneau solaire orientable (2x5 m.) | scanner lumière visible et infrarouge + nombreux capteurs                                | résolution : ~250 m (visible et infrarouge) ; fauchée 3 000 km ; couverture complète      |              |                                |
| DMSP-5D-2   | 9/0             | 1982-1997      | Atlas-E, Titan-II                 | 812 kg   | diam. 1,52 m x long. 6,9 m | Stabilisé 3 axes | Panneau solaire orientable (3x5 m.) | comme D-1 + sondeur ionosphérique et imageur microondes (derniers exemplaires seulement) | résolution : ~250 m (visible et infrarouge) ; fauchée 3 000 km ; couverture complète      | 5 ans        |                                |
| DMSP-5D-3   | 5/0             | 1999-2014      | Titan-II, Delta IV-M, Atlas V 401 | 1 033 kg | diam. 1,52 m x long. 7,3 m | Stabilisé 3 axes |                                     | Scanner amélioré                                                                         |                                                                                           | 5 ans        |                                |

### DMSP-1
Les satellites de la série DSAP-1 (Defense Satellite Application Program Block 1) également désignée P-35 constituent les premiers satellites météorologiques militaires opérationnels. Ils constituent une version à la fois plus légère et plus compacte du satellite météorologique expérimental TIROS. Une fois placé en orbite ils sont mis en rotation à environ 12 tours par minute grâce à de petits propulseurs. L'axe de rotation est maintenu perpendiculaire au plan orbital en utilisant le champ magnétique terrestre. La caméra embarquée est déclenchée à chaque fois que la rotation du satellite la fait pointer vers la Terre. L'image prise, couvrant une superficie d'environ 2 millions km², est enregistrée sur bande puis retransmise aux stations terrestres. Le satellite circule sur une orbite polaire héliosynchrone. La couverture est de 100 % dans l'hémisphère nord au-dessus de 60° de latitude et de 55 % au niveau de l'équateur. Le lanceur Scout  utilisé initialement manquant de fiabilité est abandonné au profit du lanceur Thor-Burner-1. Deux lancements intermédiaires seront effectués par une Thor-Agena capable de placer simultanément deux satellites en orbite. Le satellite qui pèse entre 45 et 55 kg est alimenté en électricité par des cellules solaires qui couvrent la surface du satellite.
| Désignation | Date lancement    | Lanceur       | Identifiant | Autre caractéristique | Statut                                                       |
| ----------- | ----------------- | ------------- | ----------- | --------------------- | ------------------------------------------------------------ |
| DMSP-1 F1   | 23 mai 1962       | Scout         |             |                       | Échec du lanceur : explosion du second étage                 |
| DMSP-1 F2   | 23 aout 1962      | Scout         |             |                       | Retiré du service 11 juin 1963                               |
| DMSP-1 F3   | 19 février 1963   | Scout         | 1963-005A   |                       | Placé sur une orbite défectueuse                             |
| DMSP-1 F4   | 26 avril 1963     | Scout         |             |                       | Échec du lanceur : explosion du troisième étage              |
| DMSP-1 F5   | 27 septembre 1963 | Scout         |             |                       | Échec du lanceur : mauvais fonctionnement du troisième étage |
| DMSP-1 F6   | 19 janvier 1964   | Thor-Agena-D  | 1964-002B   |                       | Retiré du service le 10 juillet 1964                         |
| DMSP-1 F7   | 19 janvier 1964   | Thor-Agena-D  | 1964-002C   |                       | Retiré du service le 17 mars 1965                            |
| DMSP-1 F8   | 17 juin 1964      | Thor-Agena-D  | 1964-031A   |                       | Retiré du service le 16 février 1966                         |
| DMSP-1 F9   | 17 juin 1964      | Thor-Agena-D  | 1964-031B   |                       | Retiré du service le 15 octobre 1965                         |
| DMSP-1 F10  | 19 janvier 1965   | Thor-Burner-1 | 1965-003A   |                       | Échec de la séparation du satellite avec le lanceur          |
| DMSP-1 F11  | 18 février 1965   | Thor-Burner-1 | 1965-021A   |                       | Retiré du service le 15 octobre 1965                         |

### DMSP-2
| Désignation | Date lancement    | Lanceur       | Identifiant | Autre caractéristique | Statut                                                    |
| ----------- | ----------------- | ------------- | ----------- | --------------------- | --------------------------------------------------------- |
| DMSP-2 F1   | 10 septembre 1965 | Thor-Burner-1 | 1965-072A   |                       |                                                           |
| DMSP-2 F2   | 1 juillet 1966    | Thor-Burner-1 |             |                       | Échec du lancement : le dernier étage n'est pas mis à feu |
| DMSP-2 F3   | 31 mars 1966      | Thor-Burner-1 | 1966-026A   |                       |                                                           |

### DMSP-3
| Désignation | Date lancement | Lanceur       | Identifiant | Autre caractéristique | Statut |
| ----------- | -------------- | ------------- | ----------- | --------------------- | ------ |
| DMSP-3 F1   | 20 mai 1965    | Thor-Burner-1 | 1965-038A   |                       |        |

### DMSP-4A

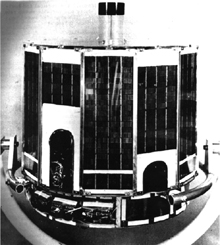
DMSP-4

| Désignation | Date lancement    | Lanceur       | Identifiant | Autre caractéristique | Statut |
| ----------- | ----------------- | ------------- | ----------- | --------------------- | ------ |
| DMSP-4A F1  | 16 septembre 1966 | Thor-Burner-2 | 1966-082A   |                       |        |
| DMSP-4A F2  | 8 février 1967    | Thor-Burner-2 | 1967-010A   |                       |        |
| DMSP-4A F3  | 23 aout 1967      | Thor-Burner-2 | 1967-080A   |                       |        |
| DMSP-4A F4  | 11 octobre 1967   | Thor-Burner-2 | 1967-096A   |                       |        |

### DMSP-4B
| Désignation | Date lancement  | Lanceur       | Identifiant | Autre caractéristique | Statut                                                                       |
| ----------- | --------------- | ------------- | ----------- | --------------------- | ---------------------------------------------------------------------------- |
| DMSP-4B F1  | 23 mai 1968     | Thor-Burner-2 | 1968-042A   |                       |                                                                              |
| DMSP-4B F2  | 23 octobre 1968 | Thor-Burner-2 | 1968-092A   |                       |                                                                              |
| DMSP-4B F3  | 23 juillet 1969 | Thor-Burner-2 | 1969-062A   |                       |                                                                              |
| DMSP-4B F4  |                 |               |             |                       | N'a pas été lancé. Exposé au Musée des sciences et de l'industrie de Chicago |

### DMSP-5A
| Désignation | Date lancement   | Lanceur       | Identifiant         | Autre caractéristique | Statut |
| ----------- | ---------------- | ------------- | ------------------- | --------------------- | ------ |
| DMSP-5A F1  | 11 février 1970  | Thor-Burner-2 | 1970-012A           |                       |        |
| DMSP-5A F2  | 3 septembre 1970 | Thor-Burner-2 | 1970-070A 1970-070A |                       |        |
| DMSP-5A F3  | 17 février 1971  | Thor-Burner-2 | 1971-012A           |                       |        |

### DMSP-5B
| Désignation | Date lancement   | Lanceur        | Identifiant         | Autre caractéristique | Statut |
| ----------- | ---------------- | -------------- | ------------------- | --------------------- | ------ |
| DMSP-5B F1  | 11 février 1970  | Thor-Burner-2A | 1970-012A           |                       |        |
| DMSP-5B F2  | 3 septembre 1970 | Thor-Burner-2A | 1970-070A 1970-070A |                       |        |
| DMSP-5B F3  | 17 février 1971  | Thor-Burner-2A | 1971-012A           |                       |        |

### DMSP-5C
| Désignation | Date lancement  | Lanceur        | Identifiant         | Autre caractéristique | Statut            |
| ----------- | --------------- | -------------- | ------------------- | --------------------- | ----------------- |
| DMSP-5C F1  | 9 aout 1974     | Thor-Burner-2A | 1974-063A           |                       |                   |
| DMSP-5C F2  | 24 mai 1975     | Thor-Burner-2A | 1975-043A 1975-043A |                       |                   |
| DMSP-5C F3  | 19 février 1976 | Thor-Burner-2A | 1976-016A           |                       | Orbite trop basse |

### DMSP-5D-1

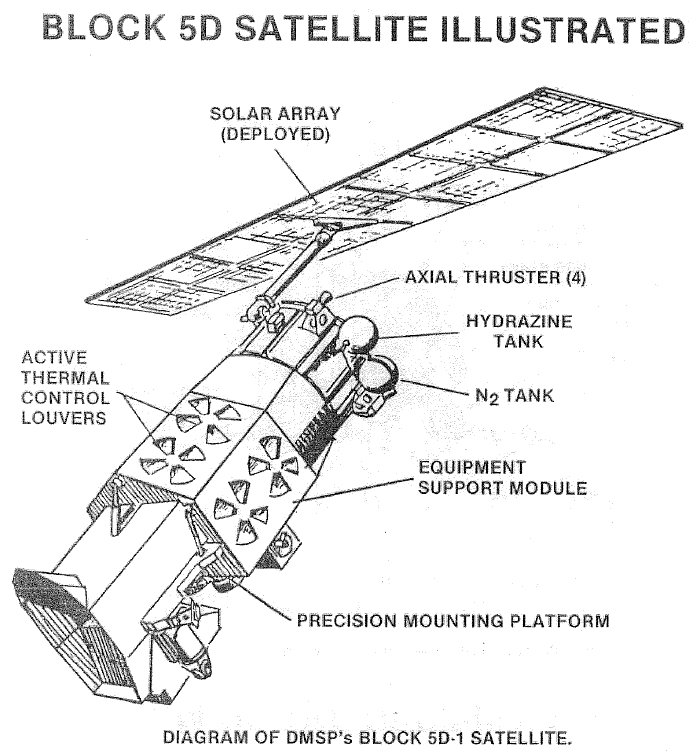
Schéma de satellite DMSP 5D1.

| Désignation  | Date lancement    | Lanceur           | Identifiant         | Autre caractéristique | Statut             |
| ------------ | ----------------- | ----------------- | ------------------- | --------------------- | ------------------ |
| DMSP-5D-1 F1 | 11 septembre 1976 | Thor-Burner--LV2F | 1976-091A           |                       |                    |
| DMSP-5D-1 F2 | 5 juin 1977       | Thor-Burner--LV2F | 1977-044A 1977-044A |                       |                    |
| DMSP-5D-1 F3 | 1er mai 1978      | Thor-Burner--LV2F | 1978-042A           |                       |                    |
| DMSP-5D-1 F4 | 6 juin 1979       | Thor-Burner--LV2F | 1979-050A           |                       |                    |
| DMSP-5D-1 F5 | 14 juillet 1980   | Thor-Burner--LV2F |                     |                       | Échec au lancement |

### DMSP-5D-2
| Désignation   | Date lancement    | Lanceur | Identifiant         | Autre caractéristique | Statut                            |
| ------------- | ----------------- | ------- | ------------------- | --------------------- | --------------------------------- |
| DMSP-5D-2 F6  | 21 décembre 1982  | Atlas-E | 1982-118A           |                       |                                   |
| DMSP-5D-2 F7  | 18 novembre 1983  | Atlas-E | 1983-113A 1983-113A |                       |                                   |
| DMSP-5D-2 F8  | 20 juin 1987      | Atlas-E | 1987-053A           |                       |                                   |
| DMSP-5D-2 F9  | 3 février 1988    | Atlas-E | 1988-006A           |                       |                                   |
| DMSP-5D-2 F10 | 1er décembre 1990 | Atlas-E | 1990-105A           |                       |                                   |
| DMSP-5D-2 F11 | 28 novembre 1991  | Atlas-E | 1991-082A           |                       | Explose en orbite en avril 2004   |
| DMSP-5D-2 F12 | 29 aout 1994      | Atlas-E | 1994-057A           |                       |                                   |
| DMSP-5D-2 F13 | 24 mars 1995      | Atlas-E | 1995-015A           |                       | Explose en orbite en février 2015 |
| DMSP-5D-2 F14 | 4 avril 1997      | Titan-2 | 1997-012A           |                       |                                   |

### DMSP-5D-3
Les satellites de cette série, qui ont une masse d'environ 1 200 kg hors étage Star-37, disposent d'une version améliorée du bus des DMSP-5D2. Les deux premiers exemplaires comportent un étage à propergol solide Star-37XFP pour la mise orbite alors que les suivants propulsés par des lanceurs plus puissants en sont dépourvus. Les instruments suivants sont installés sur les satellites de cette sous-série sauf le premier qui dispose d'instruments spécifiques. :
- Caméra météorologique OLS
- Sondeur et imageur micro-ondes SSMIS
- Imageur de limbre dans l'ultraviolet SSULI
- Imageur spectrographe ultraviolet SSUSI
- Mesure du plasma thermique SSI/ES-3
- Spectromètre pour particules précipitantes SSJ/5
- Détecteur de menace laser SSF

| Désignation  | Date lancement   | Lanceur     | Identifiant | Autre caractéristique | Statut |
| ------------ | ---------------- | ----------- | ----------- | --------------------- | --- |
| DMSP-5D3 F15 | 12/12/1999       | Titan-2G    | 1999-067A   |                       | |
| DMSP-5D3 F16 | 18/10/2003       | Titan-2G    | 2003-048A   |                       | |
| DMSP-5D3 F18 | 4/11/2006        | Delta IV-M  | 2006-050A   |                       | |
| DMSP-5D3 F19 | 18/10/2009       | Atlas 5-401 | 2009-057A   |                       | |
| DMSP-5D3 F20 | 3/4/2014         | Atlas 5-401 | 2014-015A   |                       | Ce satellite est sorti de son stockage pour répondre aux besoins de l'Armée de l'Air en attendant la prochaine génération de satellites météorologiques mais il tombe en panne 22 mois après son lancement |
| DMSP-5D3 F21 | lancement annulé | Delta IV-M  |             |                       | Le lancement de ce satellite sorti de son stockage pour répondre aux besoins de l'Armée de l'Air en attendant la prochaine génération de satellites météorologiques est annulé par le Congrès américain.   |